# Фёдоров, Александр Фёдорович (юрист)
Фёдоров Александр Фёдорович (1855, Санкт-Петербург, Российская империя — 1935, Берлин, Германия) — российский юрист и правовед, специалист по гражданскому, торговому и морскому праву, композитор, редактор.

## Биография
Родился 5 (17) июня 1855 года.
В 1879 году окончил юридический факультет Императорского Санкт-Петербургского университета.
В 1885 году в Казанском университете защитил магистерскую диссертацию по специальности полицейское право на тему: «Фабричное законодательство в цивилизованных государствах. О работе малолетних и женщин на фабриках».
С 1887 года Фёдоров начал преподавать в должности приват-доцента на кафедре статистики Новороссийского университета. В 1893 году в Харьковском университете он защитил докторскую диссертацию по специальности полицейское право на тему: «О промысловом ученичестве вообще и о договорах промыслового обучения в особенности».
В 1895 году он уже ординарный профессор Новороссийского университета по кафедре торгового права; с 1913 (?) — заслуженный профессор. Действительный статский советник с 1 января 1901 года.
Также он был директором коммерческого училища Г. Ф. Файга
Умер в Берлине 17 марта 1935 года. Похоронен на Тегельском кладбище.

## Научная работа
Сферу научных интересов А. Ф. Фёдорова составляли проблемы охраны труда, торгового и морского права.
В многоплановой тематике научных исследований А. Ф. Фёдорова значительное место занимают работы, посвящённые такой новой (для того времени) научной дисциплине как торговое право. Автор полагал, что ведение курса торгового права в учебный процесс является необходимым и оправданным. Благодаря этому курсу представляется возможным дополнить и конкретизировать курс гражданского права, читаемый по преимуществу на абстрактном, теоретическом уровне, прикладным аспектом, ориентированным на непосредственную практическую деятельность выпускников юридических специальностей.
А. Ф. Фёдоров интерпретировал предмет торгового права в тесной связи с предметом гражданского права. По его мнению, торговое право представляет собой «совокупность норм, регулирующих торговые операции исключительно с юридической стороны, поскольку эти нормы существуют самостоятельно от норм гражданского права». При этом основу норм данного курса составляют общие нормы гражданского права, которые прямо и непосредственно используются при осуществлении ряда торговых операций. Одновременно в сфере торговли существуют и специфические отношения, которые не содержатся в нормах гражданского права, выходят за пределы его предмета. Эти специализированные нормы, действующие только в торговой сфере, и составляют непосредственный предмет торгового права. А. Ф. Фёдоров не считал возможным включать в предмет торгового права нормы публичного права (административного, финансового, уголовного, гражданского судопроизводства и др.), используемые субъектами торговых операций, и нормы международного права.
Признавая недостаточность российского законодательства по вопросам торговли, А. Ф. Фёдоров обосновывал положения курса торгового права материалами судебной практики, зарубежным законодательством, широко использовал соответствующую зарубежную литературу.
Фёдоров создал обстоятельные очерки развития торгового законодательства западноевропейских государств, начиная с древних времён: Египта, Древней Греции, Рима, Финикии. При этом он полагал, что торговое право развилось лишь на почве средневековой организации, а в Новое время практически в большинстве государств выделилось в отдельную отрасль законодательства. В очерке, посвящённом истории русского законодательства по вопросам торговой деятельности, автор показывал, что данное законодательство имеет также длительную историю, и с самого начала оно развивалось как законодательство, «касающееся торговой деятельности частных лиц, подданных одного и того же государства», что процесс его развития в общем и целом совпадает с аналогичными процессами в других странах. «Особенные свойства торговой деятельности вызвали особую торговую юрисдикцию, основанную, с одной стороны, на участии судей, на практике знакомых с условиями торгового быта, а с другой — на началах сравнительно быстрого и возможного упрощения процесса».
А. Ф. Фёдоровым дан обширный библиографический перечень отечественной и зарубежной литературы по вопросам торгового права.
В 1902—1905 году Фёдоров издавал газету «Театр». В области музыкальной композиции ему принадлежат опера «Бахчисарайский фонтан», драма-опера «Иоанн III и София Палеолог», несколько сочинений для оркестра, много романсов и др.